# Trachylepis buettneri
Espèce
Synonymes
- Mabuya buettneri Matschie, 1893
- Mabuia viancini Mocquard, 1895
- Mabuya sudanensis Schmidt, 1919

Trachylepis buettneri est une espèce de sauriens de la famille des Scincidae.

## Répartition
Cette espèce se rencontre en Côte d'Ivoire, au Ghana, au Togo, dans le nord de la République démocratique du Congo, en République centrafricaine, au Cameroun. Sa présence est incertaine au Tchad, dans l'ouest du Soudan et dans l'Ouest du Soudan du Sud.

## Étymologie
Cette espèce est nommée en l'honneur d'Oskar Alexander Richard Büttner (1858-1927).

## Publication originale
- Matschie, 1893 : Einige anscheinend neue Reptilien und Amphibien aus West-Afrika. Sitzungsberichte der Gesellschaft Naturforschender Freunde zu Berlin, vol. 1893, p. 170–175 (texte intégral).